# Санта Кристина Ђела (Палермо)
Санта Кристина Ђела (итал. Santa Cristina Gela) је насеље у Италији у округу Палермо, региону Сицилија.
Према процени из 2011. у насељу је живело 616 становника. Насеље се налази на надморској висини од 679 м.

## Становништво
Према резултатима пописа становништва 2011. у општини је живело 925 становника.
| 1931. | 1936. | 1951. | 1961. | 1971. | 1981. | 1991. | 2001. | 2011. |
| ----- | ----- | ----- | ----- | ----- | ----- | ----- | ----- | ----- |
| 1.073 | 1.081 | 1.172 | 924   | 753   | 700   | 800   | 865   | 925   |